# Aloe; Mondstuk van die Suid-Afrikaanse Aalwyn- en Vetplant Vereniging
Aloe; Mondstuk van die Suid-Afrikaanse Aalwyn- en Vetplant Vereniging (abreviado Aloe) es una revista con descripciones botánicas que es editada en Sudáfrica desde el año 1963 con el nombre de Aloe; Mondstuk van die Suid-Afrikaanse Aalwyn- en Vetplant Vereniging. Journal of the South African Aloe and Succulent Society. Pretoria.